# أنوف (اسم)
أُنُوْف هو اسم علم مذكر ومؤنث من أصل عربي، ومعناه هو كثير الأنَفة أو كثيرتها رافض أو رافضة للقبائح.